# Saknad (reportagebok)
Saknad: på spaning efter landet inom oss är en reportagebok av statsvetarna Katarina Barrling och Cecilia Garme, utgiven 2022 på förlaget Mondial. Boken nominerades till Stora fackbokspriset.

## Om boken
Boken beskriver hur Sverige har förändrats över tid, och beskriver även besöken på "Snillepanget", en del av Vanbo herrgård.

## Mottagande
Sven Anders Johansson skrev i Aftonbladet att författarna konkretiserade argumentet att de uppskruvade skillnaderna i synen på flyktingmottagande handlar mindre om värderingar än om plats och perspektiv; att "vilka värderingar man har beror på var man bor" och att makthavare och opinionsbildare i regel inte bor i Borlänge och Tensta.